# The Air I Breathe
The Air I Breathe (bra: Ligados pelo Crime; prt: O Ar Que Respiramos) é um filme méxico-americano de 2007, dos gêneros drama romântico, policial e suspense, dirigido por Jieho Lee e estrelado por Kevin Bacon, Julie Delpy, Brendan Fraser, Andy Garcia, Sarah Michelle Gellar, Emile Hirsch, Forest Whitaker e Sasha Pieterse.
O conceito do filme é baseado em um antigo provérbio chinês, que divide a vida em quatro emoções principais: Felicidade, Prazer, Dor e Amor. Unidas umas a outras, essas são as emoções que resumem toda a existência humana.

## Sinopse
O filme conta a história de quatro pessoas diferentes, cada uma delas representando um dos elementos da vida, sendo que todas as histórias são interligadas.

## Elenco
- Kevin Bacon.... Amor
- Julie Delpy .... Gina
- Brendan Fraser .... Prazer
- Andy Garcia .... Fingers
- Sarah Michelle Gellar .... Dor ("Trista")
- Clark Gregg .... Henry
- Emile Hirsch .... Tony
- Forest Whitaker .... Felicidade
- Kelly Hu .... Jiyoung
- Todd Stashwick .... Frank
- Cecilia Suárez .... Allison
- Sasha Pieterse